# Rasul Gamzatov
Rasul Gamzatovich Gamzatov (în avară: Расул ХIамзатов, în latină Rasul Xamzatov, în rusă Расу́л Гамза́тович Гамза́тов; n. 8 septembrie 1923, Țada, RSFS Rusă, URSS – d. 3 noiembrie 2003, Moscova, Rusia) a fost un scriitor avar din Daghestan.
Scrierile sale evocă eroismul ostașilor din cel de-al Doilea Război Mondial, atmosfera locală a regiunilor caucaziene sau evenimente din epoca contemporană.
Rasul Gamzatov a fost membru al Partidului Comunist al URSS.  Gamzatov a deținut și funcții politice, a fost membru al Prezidiului Sovietului Suprem și i-a fost decernat Premiul Lenin  precum și Premiul Stalin (1952).

## Opera
- 1943: Dragoste înflăcărată și ură fierbinte ("Chlasratab rok'igi bork'arab ccingi")
- 1950: Patria locuitorilor de munte ("Mačlrulasul vatlan")
- 1955: Primăvară daghestaneză ("Daģistanal'ulichch")
- 1958: Locuitoarea munților ("Maglarulaj")
- 1968 - 1971: Daghestanul meu ("Moi Dagestan").